# 이시몬 (가수)
이시몬(1988년 9월 26일 ~)은 대한민국의 가수다. 2014년 내겐 너무 사랑스러운 그녀 OST Part.7 《사랑해도 괜찮을까》로 데뷔했다.

## 방송
- 보이스 코리아 2 (2013) - Top4(3위)

## 공연
- 2018 유리섬 빛 축제 VOCAL FESTA (2018)